# Fidelización de capital humano
Marca Empleadora (también conocido como "Branding del Empleador", y como "Talent Branding" o "Employer Branding" en el mundo anglosajón) es un término que se usa comúnmente para describir la reputación de una organización como empleadora, y su propuesta de valor hacia los empleados. Se contrapone con el concepto general de marca de consumo. El término se usa desde principios de los '90, y desde entonces ha sido adoptado por la comunidad global del management.
Minchington describe la marca empleadora de una empresa como "la imagen de la organización como un 'gran lugar para trabajar' en la mente de los empleados actuales y actores decisivos del mercado externo (candidatos activos y pasivos, clientes y otros). El arte y la ciencia de la Marca Empleadora está, entonces, ligado a la atracción, búsqueda de compromiso e iniciativas de retención de la marca empleadora de la compañía".
Del mismo modo que la propuesta de marca de consumo se usa para definir una oferta de producto o servicio, la Propuesta de Valor al Empleado o PVE se usa para definir la oferta de empleo de una organización. Así, las disciplinas de marketing asociadas al branding y manejo de marca han sido aplicadas cada vez más por la comunidad de Recursos Humanos y Manejo de talento para atraer, comprometer y retener candidatos y empleados talentosos, de igual forma que el marketing aplica esas herramientas para atraer y retener clientes y consumidores.

## Origen
El término "marca empleadora" se comenzó a usar para audiencias de management en 1990, y fue definido por Simon Barrow (presidente de People in Business) y Tim Ambler (decano de la London Business School) en el Journal of Management de diciembre de 1996. Este paper académico fue el primer intento publicado de "poner a prueba la aplicación de técnicas de manejo de marca al manejo de recursos humanos". En dicho artículo, Simon Barrow y Tim Ambler definieron la marca empleadora como "el paquete de beneficios funcionales económicos y psicológicos provistos por el empleo, e identificados con la compañía empleadora". Para el año 2001, de 138 compañías líderes encuestadas por The Conference Board en Norteamérica, 40% decía estar involucrada en alguna forma de actividad de marca empleadora. En 2003, un estudio global de los lectores de The Economist arrojó un nivel de conocimiento de 61% del término "marca empleadora" entre profesionales de RR.HH, y 41% entre profesionales de otras áreas. El primer libro sobre el tema fue publicado en 2005, y el segundo en 2006. En 2008, Jackie Orme, el director general del UK Chartered Institute of Personnel Directors confirmó que la disciplina está en crecimiento en su discurso de apertura de la conferencia anual del CIPD, con la observación de que "cuando empecé en la profesión, nadie hablaba sobre marca empleadora. Ahora es absolutamente integral para la estrategia de negocios, y resuena bien más allá de los departamentos de RR.HH". Algunos reconocimientos similares de la creciente importancia del pensamiento y la práctica de marca empleadora se han visto recientemente en Estados Unidos, Australia, Asia,, Europa y América Latina con la publicación de numerosos libros al respecto.

## Gestión de marca empleadora
La gestión de marca empleadora lleva el rango de acción de la intervención de marca más allá de la comunicación, e incorpora todos los aspetos de la experiencia del empleo, y de los procesos y prácticas de gestión de las personas que dan forma a las percepciones de los empleados existentes y potenciales. En otras palabras, la gestión de marca empleadora aborda la realidad de la experiencia del empleo, no solo su presentación. Al hacerlo, estimula la contratación del tipo adecuado de talento que una organización busca para lograr sus objetivos, y también el deseo subsiguiente de generación de compromiso y retención en los empleados.

## Propuesta de valor al empleado
Como con las marcas de consumo, los profesionales y autores de marca empleadora sostienen que su gestión efectiva requiere una propuesta clara de Marca Empleadora o Propuesta de Valor al Empleado. Esto sirve para: definir qué valores quiere la organización que sean asociados con ella como empleadora; resaltar los atributos que la diferencian de otros empleadores; y clarificar los requisitos y prestaciones del pacto de empleo (balanceando los valores que se espera que los empleados contribuyan con el valor que pueden esperar a cambio). A este último aspecto de la PVE se lo suele referir como el "contrato psicológico".

## Marketing interno
El marketing interno se concentra en la comunicación de la promesa de valor de la marca de consumo, y las actitudes y acciones que se esperan de los empleados para cumplir esa promesa. Aunque es claramente beneficioso para la organización que los empleados entiendan su rol en cumplir la promesa de la marca de consumo, la efectividad de las actividades internas de marketing pueden tener corta vida si los valores de la marca no son experimentados por los empleados en su interacción con la compañía. Esta es la brecha que el pensamiento y la práctica de marca empleadora quiere abordar con un contrato psicológico de mutuo beneficio.

## Cambio cultural liderado por la marca
Comparado con el foco del marketing interno, más típicamente centrado en el consumidor, el branding interno tiene una filosofía que va de "adentro hacia afuera" al trabajar las percepciones y acciones de los empleados, a partir del muy influyente estudio 'Built to Last: Successful Habits of Visionary Companies', publicado a mediados de los '90. Este estudio trató de demostrar que las compañías con valores distintivos, profundos y consistentes tienden a obtener mejores resultados que aquellos con valores menos claros y articulados. A pesar de que el deseo explícito de estos programas suele ser el cambio cultural a partir de la marca, los métodos de marketing en muchos casos tienen las mismas desventajas que el marketing interno convencional. Al respecto dice el fundador de Amazon, Jeff Bezos: "una de las cosas que encontramos en las compañías es que una vez que una cultura se forma, hacen falta armas nucleares para cambiarla". No se puede simplemente afirmar para obtener una nueva cultura, del mismo modo que afirmar no conduce a una buena marca: necesita ser manejada y formada continuamente. Esta es una de las principales razones por las que muchas compañías han pasado del foco en iniciativas de compromiso de corto plazo, para concentrarse en la gestión de más largo plazo de marca empleadora.
Muchas empresas valoran de forma positiva que sus empleados desarrollen su marca personal para que así repercuta provechosamente en la reputación de la compañía. Según Alberto Chinchilla Abadías "es aconsejable que la empresa forme a sus trabajadores y a sus directivos en competencias comunicativas y digitales con el fin de utilizar eficazmente estas tecnologías".

## Uso de la marca empleadora
Aunque su naturaleza es estratégica y abarca todo el ciclo del empleo, desde la contratación hasta el retiro, la marca empleadora puede proveer formas de contratación, a través de herramientas como la referencia de empleados y una estrategia de búsqueda de referencias.